# Международный институт социологии
Международный институт социологии (МИС; International Institute of Sociology) — старейшее интернациональное объединение профессиональных социологов.
Институт создан в Париже в 1893 году социологом Рене Вормсом (Rene Worms). Вормс занимался политикой, был членом Государственного совета Франции.
Первые пять Конгрессов МИС прошли в Париже (1893—1903). Социологи в первые годы существования МИС составляли меньшую часть Института. Институт возглавляли такие люди, как вице-президент Лондонского королевского общества и член нижней палаты Парламента Великобритании, будущий чешский президент, бывший австрийский министр. Вице-президентами были экс-президенты Франции, Португалии и США. В 1903 году МИС впервые возглавил профессиональный социолог Лестер Уорд. После смерти Рене Вормса в 1926 году место Генерального секретаря МИС занял близкий друг Вормса профессор Ришар Гастон.
Четверо российских социологов избирались президентами МИС: Павел Фёдорович Лилиенфельд-Тоаль, Максим Максимович Ковалевский, Николай Иванович Кареев и Питирим Александрович Сорокин.

## Руководство МИС
Президент — Бьёрн Виттрокк (Swedish Collegium for Advanced Study). Бывший президент — Элиэзер Бен-Рафаэль (Eliezer Ben-Rafael; Тель-Авивский университет, Израиль).
Вице-президенты:
- Аише Цаглар (Ayse Caglar; Центральный европейский университет, Венгрия)
- Хуан Пин (Huang Ping; Китайская академия социальных наук)
- Элке Кох-Везер Аммассари (Elke Koch-Weser Ammassari; Римский университет)

Генеральный секретарь — Петер Хедстром (Peter Hedstrom; Оксфордский университет).
Секретариат МИС расположен в Swedish Collegium for Advanced Study.

## Издательская деятельность
МИС и Рене Вормс в 1893 году начали издавать «The International Review of Sociology / Revue Internationale de Sociologie», старейший социологический журнал. Ныне издается Римским университетом (Rome University; издательство «Taylor and Francis»).
МИС публикует «Анналы Международного института социологии» (Annales de l’Institut International de Sociologie / Annals of the International Institute of Sociology).

## Конгрессы МИС
Следующий, 40-й Всемирный конгресс МИС пройдет в феврале 2012 года. Место проведения — Дели, Индия.
Предыдущие конгрессы:
- 39-й Всемирный конгресс МИС 2009: Ереван, Армения
- 38-й Всемирный конгресс МИС 2008: Будапешт, Венгрия
- 37-й Всемирный конгресс МИС 2005: Стокгольм, Швеция
- 36-й Всемирный конгресс МИС 2004: Пекин, Китай (Конгресс 2003 года был перенесен на год из-за эпидемии атипичной пневмонии); «Социальные изменения в эру глобализации»
- XXXV Всемирный конгресс МИС 2001: Краков, Польша
- XXXIV Всемирный конгресс МИС 1999: Тель-Авив, Израиль; «Множественные современности в эру глобализации».
- XXXIII Всемирный конгресс МИС 1997: Кёльн, Германия
- XXXII Всемирный конгресс МИС 1995: Триест, Италия
- XXXI Всемирный конгресс МИС 1993: Сорбонна, Париж, Франция (Столетний юбилей МИС)
- XXX Всемирный конгресс МИС 1991: Кобе, Япония
- XXIX Всемирный конгресс МИС 1989: Рим, Италия

## Публикации
- Култыгин, В. П. Современный мир глазами международного социологического сообщества // Социально-гуманитарные знания. — 2000 — № 5.
- Оберемко, О. А. 100-летие Международного института социологии (недоступная ссылка) // Социологический журнал. — 1995. — № 2.
- Сушкова М. Ю. Международный институт социологии: становление и развитие: Автореферат диссертации на соискание ученой степени кандидата социологических наук